# 貫気別川 (日高)
貫気別川（ぬきべつがわ）は、額平川の支流であり、北海道日高振興局管内を流れて額平川と合流した後に水系本流の沙流川と合流し太平洋に注ぐ一級河川である。

## 地理
北海道日高振興局沙流郡平取町にある貫気別山（一等三角点「貫気別」）で源を発し、支流の川と合流し貫気別地区付近で額平川に合流する。

## 名称の由来
アイヌ語の「ヌㇷ゚キペッ（nupki-pet）」（濁り水・川）に由来する。

## 流域の自治体
北海道
日高振興局沙流郡平取町

## 支流
括弧内は流域の自治体
- リビラ沢（平取町）
- ニタツナイ川（平取町）
  - ニタンペツ川（平取町）
- モイワ川（平取町）
- ペンケセタナイ川（平取町）
- セタナイ川（平取町）

## 主な橋梁
- 上貫気別橋 - 北海道道71号平取静内線
- 世多内橋
- こたん橋